# Francolin à bec rouge
Pternistis adspersus
Espèce
Statut de conservation UICN

 LC  : Préoccupation mineure
Le Francolin à bec rouge (Pternistis adspersus) est une espèce d'oiseaux de la famille des Phasianidae.

## Distribution
Sud-ouest de l’Angola, se prolongeant dans la majeure partie de la Namibie et du Botswana, le sud-ouest de la Zambie et le nord-ouest du Zimbabwé.

## Sous-espèces
Il n’existe pas de sous-espèces mais les populations orientales ont été nommées  F. a. kalahari Meyer de Schauensee, 1931.

## Habitat
Le francolin à bec rouge est un hôte des savanes arborées et arbustives, des plaines inondées, des boisements de Baikaiea, d’Acacia ou mixtes, des fourrés et des broussailles, souvent à proximité de mares ou de cours d’eau (Urban et al. 1986).

## Alimentation
Elle consiste en feuilles et pousses de différentes plantes, baies, bulbes, termites, scarabées, sauterelles, punaises et petits mollusques. En Zambie, il a été observé se nourrissant de graines de Guibourtia coleosperma et, en Namibie, de fruits de Tribulis terrestris (Urban et al. 1986).

## Mœurs
Il se tient généralement en groupe de cinq à dix oiseaux, pouvant en atteindre 20, s’associant à d’autres francolins comme le francolin de Swainson. Les compagnies se disloquent à l’approche de la saison de reproduction quand les mâles commencent à revendiquer leur territoire. Il se nourrit et prend volontiers des bains de poussière sur des sentiers sablonneux, se mettant à couvert dans les broussailles en cas de danger. Même alors, lorsqu’il s’envole, il ne se pose que rarement dans les arbres. Il se montre le plus actif à l’aube et le soir, lançant ses appels du haut d’une termitière ou d’une branche basse, et aussi pendant la journée s’il n’est pas apparié. Il passe les heures les plus chaudes de la journée à l’abri des buissons et la nuit dans les arbres (Madge & McGowan 2002, Hennache & Ottaviani 2011).

## Voix
Le cri d’avertissement est assez variable mais le plus caractéristique consiste en un croassement puissant et bas, allant crescendo vers un caquètement frénétique chak, chak, chak, CHAK, chakitty, chakitty, chakittychak, chakittychak puis diminuant en volume sur la fin. Les autres cris ne sont pas bien documentés (Madge & McGowan 2002).

## Nidification
Elle a lieu en fin de saison des pluies ou en début de saison sèche, donc globalement entre décembre et avril pour l’ensemble de son aire de répartition, mais à n’importe quel mois dans le centre et le sud de la Namibie ; surtout entre avril et juin dans le nord de la Namibie et au Botswana ; en mai en Zambie ; entre janvier et mars, en mai et en juillet-août au Zimbabwe. Le nid est une petite cavité creusée sur le sol et bien dissimulée sous un buisson (del Hoyo et al. 1994).

## Statut
L’espèce n’est pas considérée comme globalement menacée et est même commune notamment dans les parcs nationaux (Madge & McGowan 2002).